# Warm Springs (Oregon)
Warm Springs – jednostka osadnicza w Stanach Zjednoczonych, w stanie Oregon, w hrabstwie Jefferson.